# Kurtjum (ort)
Kurtjum (kazakiska: Kürshim, ryska: Курчум) är en ort i Kazakstan.   Den ligger i oblystet Östkazakstan, i den östra delen av landet, 900 km öster om huvudstaden Astana. Kurtjum ligger 427 meter över havet och antalet invånare är 8 800.
Terrängen runt Kurtjum är platt. Runt Kurtjum är det mycket glesbefolkat, med 2 invånare per kvadratkilometer. Kurtjum är det största samhället i trakten. Trakten runt Kurtjum består i huvudsak av gräsmarker.